# 東俊隆勝介
東俊隆 勝介（とうしゅんりゅう しょうすけ、1999年4月16日 - ）は、東京都中央区出身で、玉ノ井部屋所属の現役大相撲力士。本名は今関 俊介（いまぜき しゅんすけ）。身長173cm、体重96kg。最高位は西幕下8枚目（2024年11月場所）。

## 来歴
相撲は4～5歳の頃（文献によって異なる）に兄の影響で始め、文京針ヶ谷相撲クラブに通った。本人は兄よりセンス抜群で始めた頃から相撲が上手く数々のクラブ大会で入賞していた。しかしわんぱく相撲では全国大会には出た事がなく個人成績は少なかった。中央区立晴海中学校2年次は全国都道府県中学生相撲選手権大会出場、3年次は全国都道府県中学生相撲選手権大会個人8強、全国中学校相撲選手権大会個人64強。
中学校卒業後は東京都立足立新田高等学校に進学。1年次の関東高等学校相撲大会では、のちに豊昇龍となるスガラグチャー・ビャンバスレンと対戦し、勝利している。また、高等学校相撲金沢大会では、現在の王鵬である納谷幸之介と対戦し、こちらも勝利している。高校卒業後は日本体育大学スポーツ文化学部武道教育学科に進学。大学相撲部の同期には白熊優太、嘉陽快宗らがいた。4年次に相撲部副将として出場した全国学生相撲選手権大会では団体優勝を果たし、監督の斉藤一雄に「ヒーローは今関。今関がミラクルボーイです」と言わしめた。
大学卒業後は大相撲の玉ノ井部屋に入門し、2022年5月場所で初土俵を踏んだ。入門同期生には大学でも同期だった高橋、嘉陽らがいる。2023年1月場所は右足首を痛めて途中休場したが、再出場して勝ち越した。翌3月場所はまだ怪我の状態に不安が残る状態ではあったものの7戦全勝とし、同部屋の清乃海との優勝決定戦を制して三段目優勝。続く5月場所で幕下に昇進したが、この場所からは2場所連続で負け越しとなり、同年8月に行われた玉ノ井部屋の合宿中には「上位はみんな強い」とコメントを残した。11月場所で幕下4場所目にして初めて勝ち越した。

## 人物
- 「東俊隆勝介」という四股名は、「東」は師匠・玉ノ井（元大関栃東）の現役時代の四股名から、「俊」と「介」は自身の本名から、「隆」と「勝」は祖父と父親の名前から1字ずつ取り、自ら考案した[9]。「隆」の正式な表記は「生」の上に「一」が入る旧字体（）。
- 元小結千代大龍は東京都立足立新田高等学校、日本体育大学の先輩にあたる。出身道場は別だが昔から交流があり、大会の度に当時幕内の千代大龍から激励の連絡をもらったり、食事に連れて行ってもらったりしたという。千代大龍はとても可愛がっていて一番の後輩と話す[10]。
- 部屋公式ホームページによると、好物はラーメン。趣味は音楽鑑賞、友達と遊ぶこと、トレーニング[11]。

## 主な成績
2025年7月場所終了現在

### 通算成績
- 通算成績：75勝55敗3休（20場所）

### 各段優勝
- 三段目優勝：1回（2023年3月場所）

### 場所別成績
| | 一月場所 初場所（東京） | 三月場所 春場所（大阪） | 五月場所 夏場所（東京） | 七月場所 名古屋場所（愛知） | 九月場所 秋場所（東京） | 十一月場所 九州場所（福岡） |
| --- | ----------------------- | ----------------------- | ----------------------- | --------------------------- | ----------------------- | --------------------------- |
| 2022年 （令和4年） | x                       | x                       | （前相撲）              | 東序ノ口17枚目 4–2–1        | 西序二段87枚目 6–1      | 東序二段11枚目 6–1          |
| 2023年 （令和5年） | 西三段目41枚目 4–1–2    | 西三段目24枚目 優勝 7–0 | 西幕下15枚目 3–4        | 東幕下22枚目 3–4            | 西幕下30枚目 3–4        | 東幕下36枚目 4–3            |
| 2024年 （令和6年） | 東幕下30枚目 5–2        | 東幕下18枚目 2–5        | 東幕下30枚目 4–3        | 東幕下23枚目 5–2            | 東幕下13枚目 4–3        | 西幕下8枚目 2–5             |
| 2025年 （令和7年） | 西幕下22枚目 2–5        | 西幕下38枚目 4–3        | 西幕下30枚目 4–3        | 西幕下23枚目 3–4            | x                       | x                           |
| 各欄の数字は、「勝ち-負け-休場」を示す。 優勝 引退 休場 十両 幕下 三賞：敢=敢闘賞、殊=殊勲賞、技=技能賞 その他：★=金星 番付階級：幕内 - 十両 - 幕下 - 三段目 - 序二段 - 序ノ口 幕内序列：横綱 - 大関 - 関脇 - 小結 - 前頭（「#数字」は各位内の序列） |                         |                         |                         |                             |                         |                             |

## 改名歴
- 今関 俊介（いまぜき しゅんすけ）2022年5月場所
- 東俊隆 勝介（とうしゅんりゅう しょうすけ）2022年7月場所 -